# 伊斯梅尔·穆罕默德
伊斯梅尔·穆罕默德（阿拉伯语：إسماعيل محمد，1990年4月5日—），生于多哈，卡塔尔男子足球运动员，司职前锋，2013年加入成年国家队。他曾代表卡塔尔参加2022年国际足联世界杯。